# レガシー (マジック:ザ・ギャザリング)
レガシーは、マジック・ザ・ギャザリングの大会ルール(フォーマット)のひとつ。
このフォーマットではいままでに発売されたすべての基本セットとすべてのエキスパンションのカードが使用できる。入門セット(ポータルなど)のカードやプロモーションカードも使用可能である。このようなフォーマットには他にヴィンテージがあるが、レガシーには制限カードが無く禁止カードのみである。
廃止されたフォーマットであるタイプ1.5とはカードプールこそ同じだが、禁止カードの指定方法がヴィンテージと切り離されたため、似て非なるフォーマットである。
フォーマットの特徴としてはパワー・ナインを筆頭としたパワーカードが軒並み禁止されていることもあり、カードプールの割には低速な環境。しかしカードの禁止基準は「先攻2ターン目で勝負を決めるデッキ」となっており、すなわち（それに違反しない）早いデッキも存在するため、決して速度をおろそかにはしてはいけない環境となっている。また、実際に勝負が決まるターンは遅くとも、それより前に事実上抵抗不可能にするデッキも存在するため、遅いデッキならばそれらに対抗する手段を用意することが必要である。
以前は、日本では競技人口が少なめのフォーマットであったが、都市圏を中心に競技人口が上昇傾向にあり、草の根大会の数も増えてきている。2015年にはグランプリ京都15にて、日本初、そしてアジア太平洋地域で初のレガシーグランプリが開催された。
Magic Onlineでもサポートされているが、基本的にサポートされているカードが第7版以降/ミラージュ・ブロック以降となっており、それ以前のカードは特殊セットに収録されているものの入手性に難があるカードも存在する。また、一部カードはそもそも収録されていないこともあり、アナログ環境とは違うデッキを要求されることがある。しかし再録禁止ポリシーはMOでは適用されないため、紙で組むよりはかなり安く組めることが多い。

## 禁止カード
2023年12月現在、以下のカードが禁止カードとして指定されている。と、以下のカードが禁止カードとして指定されている。
- アンティに関するすべてのカード9枚
- カード・タイプが「策略」であるカード[2]25枚
- 「人種や文化に対し攻撃的なカード」とされた7枚
- ステッカー[3]を使用するカード36枚
- アトラクション[4]を使用するカード20枚
- Ancestral Recall
- アーカムの天測儀/Arcum's Astrolabe
- 天秤/Balance
- Bazaar of Baghdad
- Black Lotus
- チャネル/Channel
- Chaos Orb
- 死儀礼のシャーマン/Deathrite Shaman
- Demonic Consultation
- 悪魔の教示者/Demonic Tutor
- 時を越えた探索/Dig Through Time
- 戦慄衆の秘儀術師/Dreadhorde Arcanist
- 大地の知識/Earthcraft
- 表現の反復/Expressive Iteration
- Falling Star
- Fastbond
- 閃光/Flash
- 大あわての捜索/Frantic Search
- ギタクシア派の調査/Gitaxian Probe
- ゴブリン徴募兵/Goblin Recruiter
- 悲嘆/Grief
- 噴出/Gush
- 隠遁ドルイド/Hermit Druid
- 伝国の玉璽/Imperial Seal
- Library of Alexandria
- 夢の巣のルールス/Lurrus of the Dream-Den
- 魔力の墓所/Mana Crypt
- マナ吸収/Mana Drain
- 魔力の櫃/Mana Vault
- 記憶の壺/Memory Jar
- 精神的つまづき/Mental Misstep
- 精神錯乱/Mind Twist
- Mishra's Workshop
- Mox Emerald
- Mox Jet
- Mox Pearl
- Mox Ruby
- Mox Sapphire
- 神秘の教示者/Mystical Tutor
- ネクロポーテンス/Necropotence
- ドルイドの誓い/Oath of Druids
- 王冠泥棒、オーコ/Oko, Thief of Crowns
- 超能力蛙/Psychic Frog
- 敏捷なこそ泥、ラガバン/Ragavan, Nimble Pilferer
- 師範の占い独楽/Sensei's Divining Top
- Shahrazad
- 頭蓋骨絞め/Skullclamp
- 太陽の指輪/Sol Ring
- まき散らす菌糸生物/Sowing Mycospawn
- 露天鉱床/Strip Mine
- 適者生存/Survival of the Fittest
- Time Vault
- Time Walk
- Timetwister
- 修繕/Tinker
- トレイリアのアカデミー/Tolarian Academy
- 宝船の巡航/Treasure Cruise
- カザド＝ドゥームのトロール/Troll of Khazad-dûm
- 死の国からの脱出/Underworld Breach
- 吸血の教示者/Vampiric Tutor
- 苛立たしいガラクタ/Vexing Bauble
- Wheel of Fortune
- 白羽山の冒険者/White Plume Adventurer
- 意外な授かり物/Windfall
- レンと六番/Wrenn and Six
- ヨーグモスの取り引き/Yawgmoth's Bargain
- ヨーグモスの意志/Yawgmoth's Will
- 黎明起こし、ザーダ/Zirda, the Dawnwaker